# Stefan Szczeciński

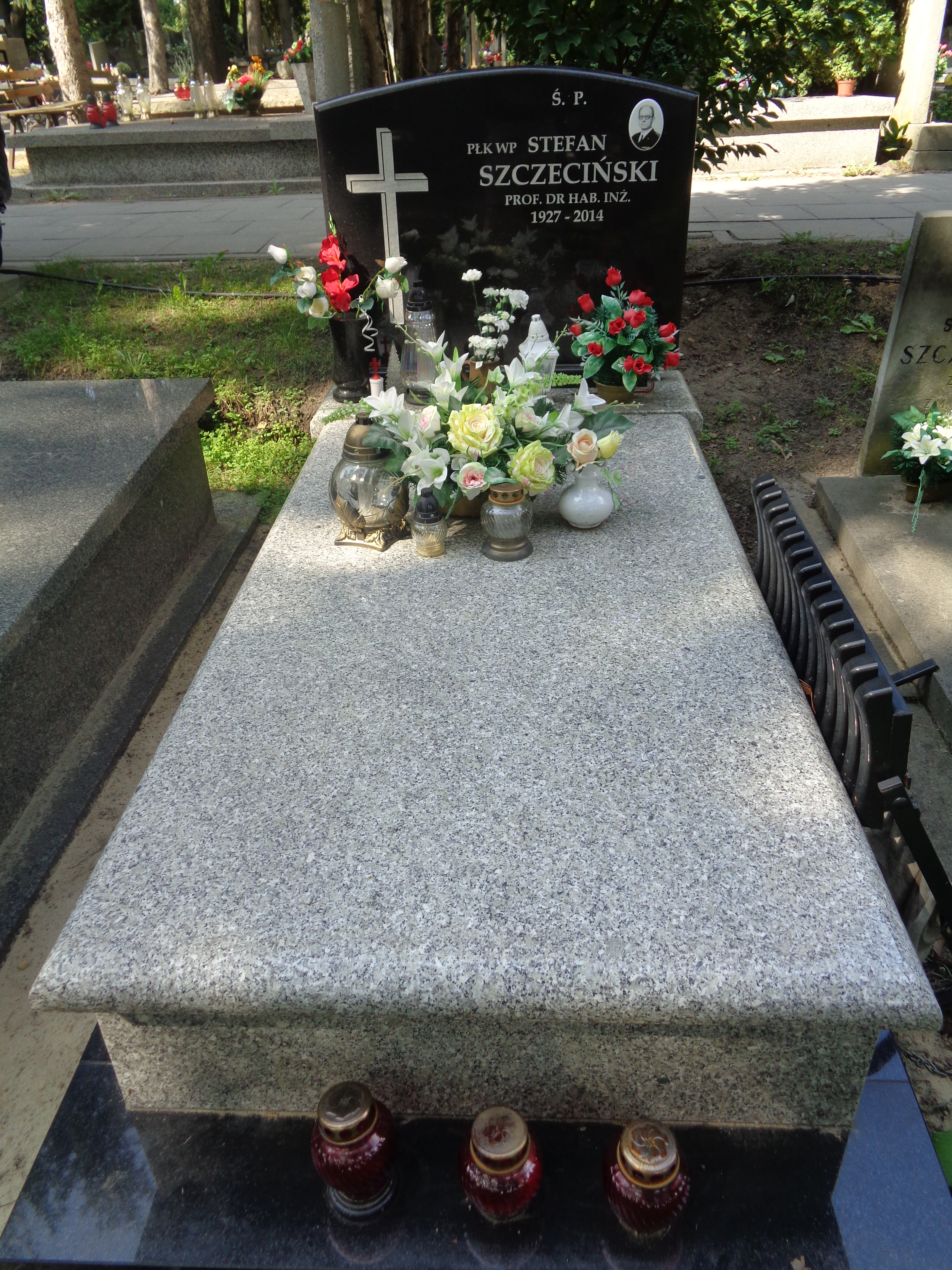
Grób Stefana Szczecińskiego na Cmentarzu Wojskowym na Powązkach

Stefan Szczeciński (ur. 1927, zm. 27 października 2014) – polski naukowiec, profesor doktor habilitowany inżynier, specjalista w zakresie techniki lotniczej, pułkownik Wojska Polskiego
Absolwent studiów lotniczych, obronił doktorat w 1964 roku, habilitację uzyskał w 1973 roku, od 1978 roku był profesorem nadzwyczajnym, od 1985 roku – profesorem zwyczajnym. Do roku 1993 żołnierz zawodowy. Odznaczony Krzyżem Kawalerskim Orderu Odrodzenia Polski.
Zajmował się silnikami spalinowymi oraz lotniczymi turbinowymi i rakietowymi. Autor lub współautor ponad 440 publikacji, 24 książek oraz 27 patentów i wzorów użytkowych. Pracownik naukowy Wojskowej Akademii Technicznej w latach 1951–1998.
Stefana Szczecińskiego pochowano na Cmentarzu Wojskowym na Powązkach (kwatera D-1a-12).